# Neolygus viridis
Neolygus viridis is een wants uit de familie van de blindwantsen (Miridae). De soort werd het eerst wetenschappelijk beschreven door Carl Fredrik Fallén in 1807.

## Uiterlijk
De groene, tamelijk langwerpig ovale blindwants is altijd macropteer en kan 5 tot 7 mm lang worden. De wants is licht behaard, het gebied rond het scutellum en het midden van de voorvleugels (boven de groene cuneus) is zwartbruin. Het doorzichtige gedeelte van de vleugels is bruin. Het scutellum zelf is groen, net als de kop. Het halsschild is aan de achterrand bruin gekleurd. Van de groene pootjes hebben de achterdijen twee donkere ringen en de schenen zijn voorzien van gele stekeltjes die in zwarte puntjes staan. De antennes zijn groen aan het begin, het tweede segment is gedeeltelijk bruin, de laatste twee segmenten zijn donkerbruin. 

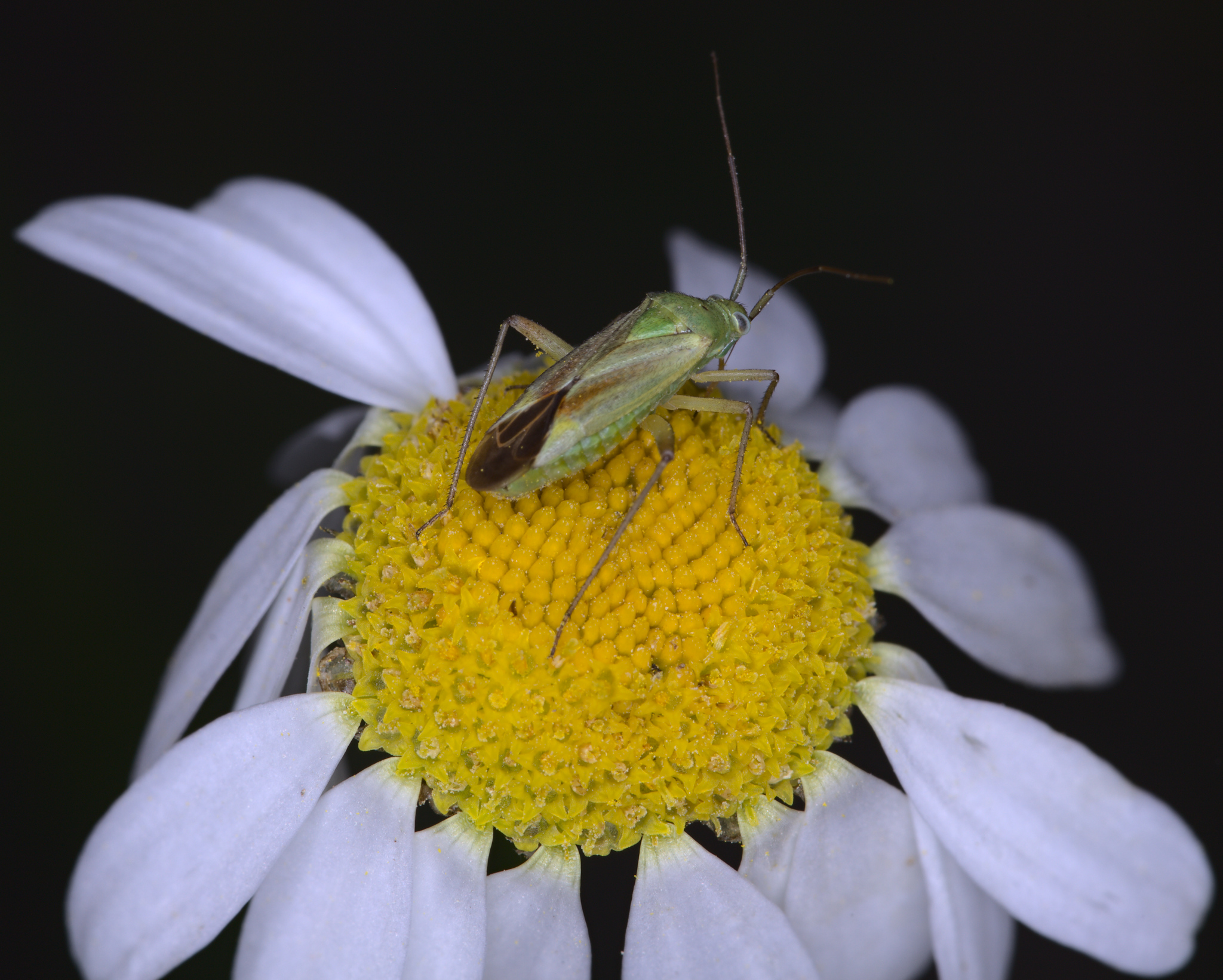
Neolygus viridis op valse kamille

## Leefwijze
De soort kent één generatie in het jaar en komt de winter door als eitje. Ze leven langs bosranden en in parken en tuinen op linde (Tilia) en sporkehout (Rhamnus frangula) of eik (Quercus) en esdoorn (Acer) waar ze zuigen aan de bloeiwijzen en zaden. Ze jagen ook op bladluizen (Aphidoidea) en bladvlooien (Psyllidae). De wantsen zijn volwassen tussen mei en september. 

## Leefgebied
De soort is zeer algemeen in Nederland en komt verder voor in het Palearctisch gebied, van : Europa tot Oost-Azië.